# I століття

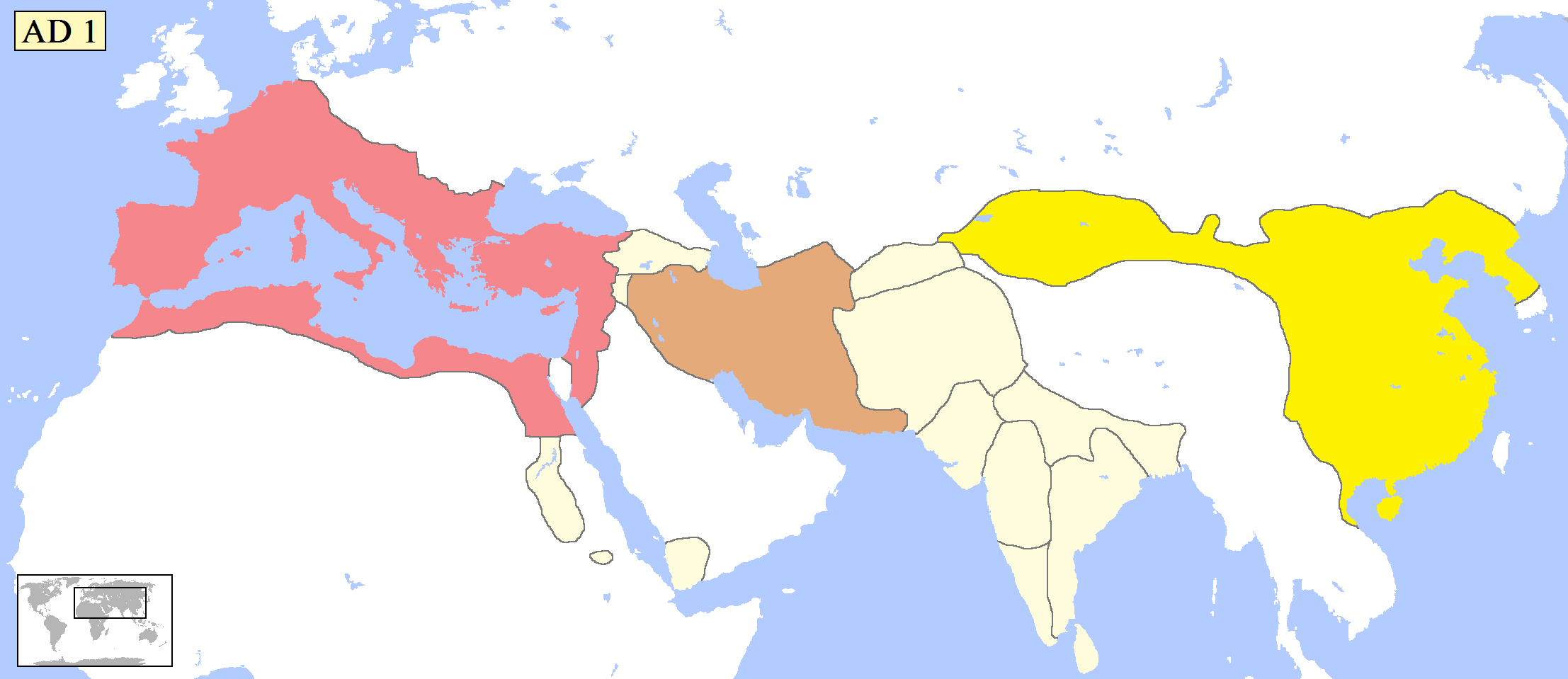
Карта Євразії I століття. Римська імперія (червоний), Парфянська імперія (коричневий), Китайська імперія династії Хань (жовтий)

I століття — століття, яке розпочалося 1 січня 1 року і закінчилося 31 грудня 100 року; перше століття нашої ери і перше століття I тисячоліття.

## Події
- У Європі вимерли леви;
- Європа знайомиться з шовком;
- Овідій закінчує «Метаморфози»;
- Життя та діяльність Герона Александрійського, видатного діяча Александрійської школи математики;
- Наприкінці століття з'являються праці неопіфагорійця Нікомаха (напр. «Вступ до арифметики»);

## Хронологія
- 9 — Битва в Тевтобурзькому лісі;
- 14 — кінець правління в Римській імперії Тиберія Октавіана Августа;
- 30 — Розп'яття і Воскресіння Христове;
- 37—41 — правління в Римській імперії Калігули;
- 54—68 — правління Нерона;
- 63 — похід Плавтія Сільвана на скіфів;
- 66-71 — Юдейські війни;
- 69—79 — правління Веспасіана;
- 70 — Взяття Єрусалима і зруйнування Храму;
- близько 77 року — перша згадка про слов'ян під іменем «венедів» у «Природничій історії» Плінія Старшого;
- 90-ті — написано «Євангеліє від Іоанна» (в Ефесі?). Традиційний час написання «Одкровення Іоанна»;
- 98 — згадка про слов'ян у Тацита;
- 98 — початок правління Траяна.